# SV Limburgia in het seizoen 1966/67
Het seizoen 1966/1967 was het 13e jaar in het bestaan van de Brunssumse betaaldvoetbalclub Limburgia. De club kwam uit in de Tweede divisie en eindigde daarin op de 10e plaats.

## Wedstrijdstatistieken

### Tweede divisie
|       | AGOVV | Baronie | EDO   | Excelsior | Fortuna | Gooiland | Haarlem | Heerenveen | Helmondia '55 | Hermes DVS | Hilversum | HVC   | NOAD  | PEC   | Roda JC | Tubantia | Veendam | FC VVV | Wageningen | Wilhelmina | ZFC   | Zwolsche Boys |
| ----- | ----- | ------- | ----- | --------- | ------- | -------- | ------- | ---------- | ------------- | ---------- | --------- | ----- | ----- | ----- | ------- | -------- | ------- | ------ | ---------- | ---------- | ----- | ------------- |
| Thuis | 1 – 2 | 0 – 1   | 3 – 2 | 1 – 3     | 0 – 0   | 0 – 0    | 1 – 1   | 4 – 1      | 1 – 1         | 0 – 0      | 3 – 0     | 2 – 1 | 1 – 0 | 2 – 3 | 3 – 3   | 3 – 1    | 2 – 1   | 1 – 2  | 2 – 1      | 6 – 1      | 1 – 0 | 2 – 1         |
| Uit   | 0 – 2 | 0 – 0   | 1 – 3 | 0 – 0     | 0 – 1   | 5 – 0    | 0 – 1   | 2 – 2      | 1 – 1         | 1 – 1      | 0 – 1     | 1 – 0 | 2 – 2 | 1 – 0 | 0 – 0   | 2 – 2    | 4 – 2   | 1 – 3  | 1 – 0      | 2 – 1      | 1 – 2 | 1 – 1         |

## Statistieken Limburgia 1966/1967

### Eindstand Limburgia in de Nederlandse Tweede divisie 1966 / 1967
| Stand | Gespeeld | Gewonnen | Gelijk | Verloren | Punten | Doelpunten voor | Doelpunten tegen |
| ----- | -------- | -------- | ------ | -------- | ------ | --------------- | ---------------- |
| 10e   | 44       | 18       | 15     | 11       | 51     | 64              | 51               |

### Topscorers
| Competitie \| # \| Naam \| \| \| ------ \| ---------------- \| -- \| \| 1. \| Emil Klostermann \| 20 \| \| 2. \| Anton Dormans \| 14 \| \| 3. \| Piet Hermans \| 7 \| \| 4. \| Jan Hermans \| 6 \| \| 5. \| Bert Cornelissen \| 3 \| \| 5. \| Dieter Gresens \| 3 \| \| 5. \| Jacques Maas \| 3 \| \| 5. \| Frans Stalman \| 3 \| \| 9. \| Gradus Maurits \| 2 \| \| 9. \| Harm Posthuma \| 2 \| \| 11. \| Jan Janssen \| 1 \| \| Totaal \| Totaal \| 64 \| |                  |      |
| # | Naam             | Goal |
| 1. | Emil Klostermann | 20   |
| 2. | Anton Dormans    | 14   |
| 3. | Piet Hermans     | 7    |
| 4. | Jan Hermans      | 6    |
| 5. | Bert Cornelissen | 3    |
| 5. | Dieter Gresens   | 3    |
| 5. | Jacques Maas     | 3    |
| 5. | Frans Stalman    | 3    |
| 9. | Gradus Maurits   | 2    |
| 9. | Harm Posthuma    | 2    |
| 11. | Jan Janssen      | 1    |
| Totaal | Totaal           | 64   |

## Voetnoten
AGOVV · Baronie · EDO · Excelsior · Fortuna · Gooiland · Haarlem · Heerenveen · Helmondia '55 · Hermes DVS · Hilversum · HVC · Limburgia · NOAD · PEC · Roda JC · Tubantia · Veendam · FC VVV · Wageningen · Wilhelmina · ZFC · Zwolsche Boys